# Tobit-Modell
Das Tobit-Modell ist ein auf James Tobin zurückgehendes ökonometrisches Modell zur Analyse beschränkt abhängiger Variablen (zensierte Daten). Da die abhängige Variable nur auf einem bestimmten Wertebereich existiert, sind normale Regressionsparameter nicht die bestmöglichen Schätzer, sodass die Schätzfunktion korrigiert werden muss. Diese Korrektur ist im Tobit-Modell implementiert.

## Modell
Mit dem Tobit-Modell wird der Zusammenhang zwischen einer nicht-negativen abhängigen Variable {\displaystyle y_{i}} und einer unabhängigen Variablen (oder einem Vektor) {\displaystyle x_{i}} beschrieben. Das Modell geht davon aus, dass es eine latente (d. h. nicht beobachtbare) Variable {\displaystyle y_{i}^{*}} gibt. Diese Variable ist linear abhängig von {\displaystyle x_{i}} über einen Parameter (oder Vektor) {\displaystyle \beta }, der wie bei einer linearen Regression den Zusammenhang zwischen der unabhängigen Variable (oder dem Vektor) {\displaystyle x_{i}} und der latenten Variablen {\displaystyle y_{i}^{*}} bestimmt.
Darüber hinaus gibt es einen normalverteilten Fehlerterm {\displaystyle u_{i}}, der die Zufallseinflüsse auf diesen Zusammenhang modelliert. 
Die beobachtbare Variable {\displaystyle y_{i}} ist per Definition gleich der latenten Variablen, wenn diese größer als null ist; ansonsten ist sie null:
{\displaystyle y_{i}={\begin{cases}y_{i}^{*}&\mathrm {f{\ddot {u}}r} \;y_{i}^{*}>0,\\0&\mathrm {f{\ddot {u}}r} \;y_{i}^{*}\leq 0,\end{cases}}}
wobei {\displaystyle y_{i}^{*}} eine latente Variable darstellt:
{\displaystyle y_{i}^{*}=\beta x_{i}+u_{i},\quad u_{i}\sim {\mathcal {N}}(0,\sigma ^{2})}

## Parameterschätzung
Falls der wahre Parameter {\displaystyle \beta } über eine herkömmliche Regression der beobachteten Variable {\displaystyle y_{i}} auf {\displaystyle x_{i}} geschätzt wird, ist der resultierende Kleinste-Quadrate-Schätzer nicht konsistent für {\displaystyle \beta }. Amemiya (1973) hat bewiesen, dass der Wahrscheinlichkeitsschätzer, der von Tobin für dieses Modell vorgeschlagen wurde, konsistent ist.

## Verallgemeinerung
Das Tobit-Modell ist ein Spezialfall eines trunkierten Regressionsmodells, weil die latente Variable {\displaystyle y_{i}^{*}} nicht immer beobachtet werden kann, während die unabhängige Variable {\displaystyle x_{i}} beobachtbar ist. Eine verbreitete Variante des Tobit-Modells besteht darin, eine Variable auf einen von Null verschiedenen Wert {\displaystyle y_{L}} zu beschränken:
{\displaystyle y_{i}={\begin{cases}y_{i}^{*}&\mathrm {f{\ddot {u}}r} \quad y_{i}^{*}>y_{L}\\0&\mathrm {f{\ddot {u}}r} \quad y_{i}^{*}\leq y_{L}.\end{cases}}}
Ein anderes Beispiel betrifft die Beschränkung auf Werte über {\displaystyle y_{U}}.
{\displaystyle y_{i}={\begin{cases}y_{i}^{*}&\mathrm {f{\ddot {u}}r} \quad y_{i}^{*}<y_{U}\\0&\mathrm {f{\ddot {u}}r} \quad y_{i}^{*}\geq y_{U}.\end{cases}}}
Ein weiteres Modell resultiert, wenn {\displaystyle y_{i}} gleichzeitig von oben und von unten beschränkt wird. 
{\displaystyle y_{i}={\begin{cases}y_{i}^{*}&\mathrm {f{\ddot {u}}r} \quad y_{L}<y_{i}^{*}<y_{U}\\0&\mathrm {f{\ddot {u}}r} \quad y_{i}^{*}\leq y_{L}\quad {\text{oder}}\quad y_{i}^{*}\geq y_{U}.\end{cases}}}
Solche Verallgemeinerungen werden typischerweise ebenfalls als Tobit-Modelle bezeichnet.
Je nachdem, wo und wann die Beschränkung erfolgt, resultieren weitere Varianten des Tobit-Modells. Takeshi Amemiya klassifiziert diese Varianten in fünf Kategorien (Tobit-Regression Typ 1–Tobit-Regression Typ 4), wobei die Tobit-Regression Typ 1 für das oben beschriebene Modell steht. Schnedler liefert eine allgemeine Formel, um konsistente Wahrscheinlichkeitsschätzer für diese und andere Varianten des Tobit-Modells zu erzielen.